# Clarinette (orgue)
Pour les articles homonymes, voir Clarinette (homonymie).
La clarinette est un jeu d'orgue appartenant à la famille des jeux d'anche.
C'est un jeu d'anche le plus souvent de 8 pieds, visant à imiter l'instrument à vent du même nom, à résonateur cylindrique dans un orgue.
Apparu au XIXe siècle, doté généralement d'une anche libre, il est de même forme que le cromorne dont il se différencie par sa taille, plus importante, et l'utilisation d'anches à larmes.
La clarinette est le plus souvent placée au clavier de positif ou à celui de récit.